# Public Broadcasting Service

Logo van PBS.

Public Broadcasting Service (afgekort PBS) is het grootste Amerikaanse non-commerciële televisienetwerk, dat in 1969 is opgericht. Het netwerk levert programma's aan 349 lokale televisiestations die lid zijn van het netwerk.
PBS wordt gefinancierd door een combinatie van vrijwillige bijdragen van kijkers en sponsors, en een regeringssubsidie via de Corporation for Public Broadcasting (CPB). In 2005 was de regeringsbijdrage ongeveer $370 miljoen. De bestuursleden van de CPB worden benoemd door de Amerikaanse president en moeten worden goedgekeurd door de Amerikaanse Senaat. Als gevolg van de huidige machtsverhoudingen in Washington wordt de CPB gedomineerd door de Republikeinse Partij. Dit heeft geleid tot klachten van de PBS dat de CPB probeert om invloed uit te oefenen op de programma's die door de PBS verspreid worden.
Het netwerk heeft geen eigen productiefaciliteiten, maar verspreidt programma's die gemaakt zijn door de geassocieerde televisiestations. De lokale stations combineren de programma's van PBS met hun eigen programma's. PBS wordt ook verspreid via een groot aantal satelliet- en kabelsystemen.
Vanuit conservatieve hoek wordt er vaak kritiek geuit op de schijnbare linkse programma's die de PBS produceert. Zo werd een programma op PBS Kids waar een jongen op bezoek ging bij zijn homoseksuele vader, bekritiseerd door conservatieve organisaties en televisienetwerken.
Als gevolg van de algemene economische situatie in de Verenigde Staten in de afgelopen jaren hebben veel lokale PBS-stations problemen gehad om de vrijwillige bijdragen van kijkers op peil te houden.
PBS America, het Britse station van het netwerk, is in Nederland en België gratis te ontvangen via de satellietpositie Astra 28,2°O.